# قائمة رؤساء وزراء ميزورام
رئيس وزراء ولاية ميزورام الهندية هو رئيس حكومة ولاية ميزورام. يذكر دستور الهند أن الحاكم هو رئيس الولاية لكن تقع السلطة التنفيذية بحكم الأمر الواقع على عاتق رئيس الوزراء. عادة ما يدعو الحاكم الحزب (أو الائتلاف) الحاصل على أغلبية المقاعد في الجمعية التشريعية لولاية ميزورام لتشكيل الحكومة. يعين الحاكم رئيس الوزراء، ويكون مجلس وزرائه مسؤولاً بشكل أمام الجمعية التشريعية. مدة ولاية رئيس الوزراء خمس سنوات قابلة للتجديد بدون قيود لعدد الفترات.
تولى خمسة أشخاص من أربعة أحزاب مختلفة منصب رئيس وزراء ميزورام منذ إنشائها في عام 1973. الشخص الأول الذي شغل المنصب كان CH. Chhunga. وأطولهم كان لال ثانهاولا، من المؤتمر الوطني الهندي، فتجاوز في المنصب 21 عامًا عبر خمس فترات. رئيس الوزراء الحالي في المنصب هو لالدوهوما من حركة زورام الشعبية، الذي تسلم القيادة في 8 ديسمبر 2023..

## القائمة
| No  | الصورة         | الاسم                   | الدائرة الانتخابية | الفترة         | الفترة         | الفترة            | الجمعية (الانتخابات) | الحزب                       | الحزب |
| --- | -------------- | ----------------------- | ------------------ | -------------- | -------------- | ----------------- | -------------------- | --------------------------- | ----- |
| 1   |                | C. Chhunga              | Kolasib            | 3 مايو 1972    | 10 مايو 1977   | 5 سنوات و7 أيام   | 1 (1972)             | Mizo Union                  |       |
| –   |                | شاغر (President's rule) | -                  | 11 مايو 1977   | 1 يونيو 1978   | 1 سنة و21 أيام    |                      | -                           | -     |
| 2   |                | T. Sailo                | Aizawl North       | 2 يونيو 1978   | 10 نوفمبر 1978 | 161 أيام          | 2 (1978)             | Mizoram People's Conference |       |
| –   |                | شاغر (President's rule) | -                  | 10 نوفمبر 1978 | 8 مايو 1979    | 179 أيام          |                      | -                           | -     |
| (2) |                | T. Sailo                | Aizawl North       | 8 مايو 1979    | 4 مايو 1984    | 4 سنوات و362 أيام | 3 (1979)             | Mizoram People's Conference |       |
| 3   |                | Lal Thanhawla           | Serchhip           | 5 مايو 1984    | 20 أغسطس 1986  | 2 سنوات و107 أيام | 4 (1984)             | المؤتمر الوطني الهندي       |       |
| 4   |                | Laldenga                | Aizawl North II    | 21 أغسطس 1986  | 19 فبراير 1987 | 2 سنوات و17 أيام  | 4 (1984)             | Mizo National Front         |       |
| 4   | 20 فبراير 1987 | Laldenga                | Aizawl North II    | 7 سبتمبر 1988  | 5 (1987)       | 2 سنوات و17 أيام  |                      | Mizo National Front         |       |
| –   |                | شاغر (President's rule) | -                  | 7 سبتمبر 1988  | 5 (1987)       | 24 يناير 1989     | 139 أيام             | -                           | -     |
| (3) |                | Lal Thanhawla           | Serchhip           | 24 يناير 1989  | 7 ديسمبر 1993  | 9 سنوات و313 أيام | 6 (1989)             | المؤتمر الوطني الهندي       |       |
| (3) | 8 ديسمبر 1993  | Lal Thanhawla           | Serchhip           | 3 ديسمبر 1998  | 7 (1993)       | 9 سنوات و313 أيام |                      | المؤتمر الوطني الهندي       |       |
| 5   |                | Zoramthanga             | Champhai           | 3 ديسمبر 1998  | 4 ديسمبر 2003  | 10 سنوات و8 أيام  | 8 (1998)             | Mizo National Front         |       |
| 5   | 4 ديسمبر 2003  | Zoramthanga             | Champhai           | 11 ديسمبر 2008 | 9 (2003)       | 10 سنوات و8 أيام  |                      | Mizo National Front         |       |
| (3) |                | Lal Thanhawla           | Serchhip           | 11 ديسمبر 2008 | 11 ديسمبر 2013 | 10 سنوات و3 أيام  | 10 (2008)            | المؤتمر الوطني الهندي       |       |
| (3) | 12 ديسمبر 2013 | Lal Thanhawla           | Serchhip           | 14 ديسمبر 2018 | 11 (2013)      | 10 سنوات و3 أيام  |                      | المؤتمر الوطني الهندي       |       |
| (5) |                | Zoramthanga             | Aizawl East 1      | 15 ديسمبر 2018 | 7 ديسمبر 2023  | 4 سنوات و357 أيام | 12 (2018)            | Mizo National Front         |       |
| 6   |                | Lalduhoma               | Serchhip           | 8 ديسمبر 2023  | في المنصب      | 1 سنة و104 أيام   | 13 (2023)            | Zoram People's Movement     |       |

## هوامش
ملاحظات
1. ↑  هذا العمود يذكر فقط حزب رئيس الوزراء. قد تكون الحكومة التي يقودها ائتلاف معقد يضم عدة أحزاب ومستقلين، وهذه التفاصيل غير مدرجة هنا.
2. 1 2 3   قد يُفرض حكم الرئيس عندما "تعجز الحكومة في الولاية عن العمل وفقًا للدستور"، وهذا يحدث غالبًا بسبب عدم وجود حزب أو ائتلاف يمتلك الأغلبية في الجمعية. عند سريان حكم الرئيس في ولاية معينة، يتم حل مجلس وزرائها. وبالتالي، يبقى منصب رئيس الوزراء شاغرًا، ويتولى الحاكم الإدارة، الذي يقوم بدوره نيابة عن الحكومة المركزية. وأحيانًا، قد تُحل الجمعية التشريعية كذلك.[4]

مراجع
1. 1 2  Durga Das Basu. Introduction to the Constitution of India. 1960. 20th Edition, 2011 Reprint. pp. 241, 245. LexisNexis Butterworths Wadhwa Nagpur. (ردمك 978-81-8038-559-9). Note: although the text talks about Indian state governments in general, it applies for the specific case of Mizoram as well.
2. ↑  "ZPM's Lalduhoma to become Mizoram Chief Minister, take oath on Dec 8".
3. ↑  "About Government-Chief Minister". Mizoram state official website.
4. ↑  Amberish K. Diwanji. "A dummy's guide to President's rule". Rediff.com. 15 March 2005.

## روابط خارجية
- Indian States since 1947